# Wilen
Wilen (noto anche come Wilen bei Wil; toponimo tedesco) è un comune svizzero di 2 482 abitanti del Canton Turgovia, nel distretto di Münchwilen.

## Monumenti e luoghi d'interesse

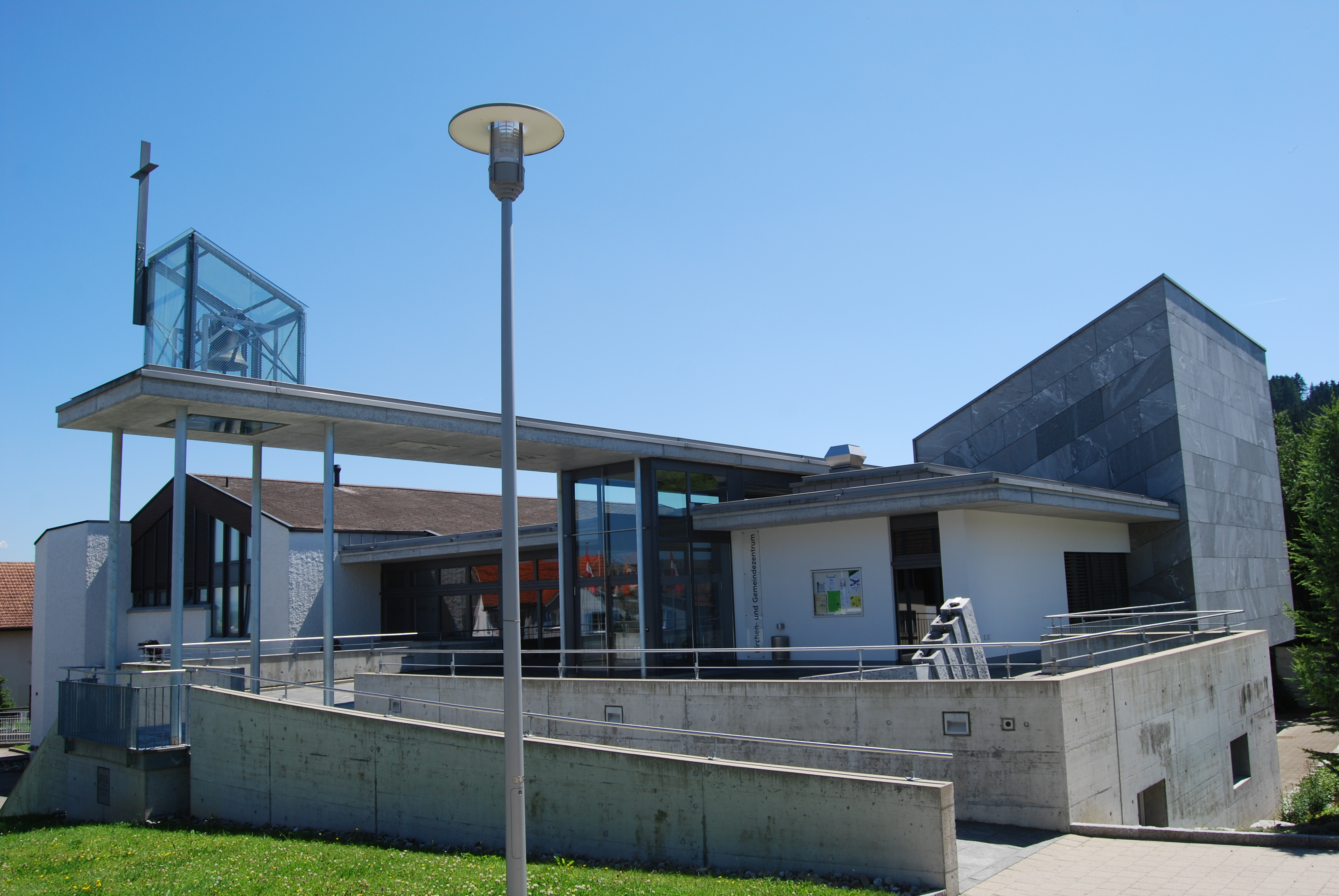
Il centro parrocchiale

- Centro parrocchiale ecumenico e comunale, eretto nel 2004[1].

## Società

### Evoluzione demografica
L'evoluzione demografica è riportata nella seguente tabella:
Abitanti censiti

## Amministrazione
Ogni famiglia originaria del luogo fa parte del cosiddetto comune patriziale e ha la responsabilità della manutenzione di ogni bene ricadente all'interno dei confini del comune.